# Ketteler (Familienname)
Ketteler ist ein deutscher Familienname.

## Herkunft und Bedeutung
Ketteler ist ein Berufsname, der sich auf den Kesselmacher bzw. Kesselflicker bezieht.

## Namensträger
- Alexander Anton von Ketteler zu Harkotten (1689–1748), Landtagsvertreter und Kämmerer
- Anna Franziska von Ketteler (1755–1835), Äbtissin von Freckenhorst
- Caspar von Ketteler († 1616), Domherr in Münster
- Caspar Philipp von Ketteler (1612–1676), Domherr in Münster und Paderborn
- Christoph Heinrich von Ketteler zu Harkotten (1692–1734), Obrist
- Christoph Joest von Ketteler (1661–1735), deutscher Adliger und Domherr
- Clemens von Ketteler (Politiker) (1806–1881), deutscher Rittergutsbesitzer und Politiker
- Clemens von Ketteler (Diplomat) (1853–1900), deutscher Diplomat
- Clemens August von Ketteler (1720–1800), Domherr in Osnabrück, Worms und Münster
- Clemens August Anton von Ketteler zu Harkotten (1751–1815), Domherr in Münster
- Daniel Ketteler (* 1978), deutscher Schriftsteller
- Dietrich Ketteler (Domherr, † vor 1600), Domherr in Münster und Paderborn
- Dietrich Ketteler (Domherr, † 1641) († 1641), Subdiakon und Domherr in Münster
- Eduard Ketteler (1836–1900), deutscher Physiker
- Franz von Ketteler († 1547), deutscher Geistlicher, Abt von Corvey
- Friedrich Christian von Ketteler zu Harkotten (1691–1748), Geheimrat und Domkantor im Hochstift Münster
- Friedrich Clemens von Ketteler (1839–1906), Majoratsbesitzer und Politiker
- Georg Ketteler, Domherr in Münster
- Gisbert Ketteler († 1535), Dompropst in Paderborn und Domherr in Münster
- Goswin von Ketteler (1570–1646), Domherr in Münster
- Goswin Kaspar von Ketteler zu Harkotten (1658–1719), Landtagsvertreter in Münster
- Goswin Konrad von Ketteler zu Harkotten (1677–1747), Domdechant in Osnabrück und Domherr in Münster
- Goswin Lubbert von Ketteler zu Harkotten (1719–1775), Landtagsvertreter und Domherr in Münster
- Hanns Ketteler (1930–2009), deutscher Bergbaumanager
- Hermann Ketteler (Domherr, † vor 1600), Domherr in Münster
- Hermann Ketteler (Domherr, † nach 1600), Domherr in Münster und Hildesheim
- Johann Heidenreich von Ketteler zu Harkotten (1669–1722), Ritter im Deutschen Orden und Komtur
- Josef Ketteler (1881–1934), deutscher Richter und Historiker
- Karl-Josef von Ketteler (1934–2006), deutscher Heimatforscher
- Konrad Ketteler (Domherr, † 1625) († 1625), Domherr in Münster
- Konrad Ketteler (Domherr, II), Domherr in Münster
- Konrad Gaudenz von Ketteler (1647–1689), Domherr in Münster
- Matthias Benedikt von Ketteler zu Harkotten (1751–1802), Domherr in Münster
- Maximilian von Ketteler (1779–1832), deutscher Landrat
- Nikolaus Hermann von Ketteler (1676–1737), Generalvikar in Münster
- Rembert von Ketteler († 1653), Domherr in Münster
- Richard von Ketteler (1819–1855), Klostervorsteher
- Rotger Ketteler († 1582), Domherr in Münster
- Wilderich von Ketteler (1809–1873), deutscher Politiker
- Wilhelm Ketteler (Domherr) (vor 1590–nach 1596), Domherr in Münster
- Wilhelm Ketteler (Bischof) (um 1512–1582), deutscher Geistlicher, Fürstbischof von Münster
- Wilhelm Freiherr von Ketteler (Wilhelm-Emanuel von Ketteler; 1906–1938), deutscher Diplomat
- Wilhelm Arnold von Ketteler zu Harkotten (1753–1820), Domherr in verschiedenen Bistümern
- Wilhelm Emmanuel von Ketteler (Wilhelm Emmanuel Freiherr von Ketteler; 1811–1877), deutscher Politiker (Zentrum) und Geistlicher, Bischof von Mainz